# Hydromanicus truncatus
Hydromanicus truncatus är en nattsländeart som beskrevs av Betten 1909. Hydromanicus truncatus ingår i släktet Hydromanicus och familjen ryssjenattsländor. Inga underarter finns listade i Catalogue of Life.